# Renault Master III
Renault Master III — третье поколение Renault Master. Производится с апреля 2010 года.

## История
Автомобиль Renault Master III был представлен в апреле 2010 года. Также выпускается компаниями Opel и Nissan.
Автомобили Opel Movano B и Nissan NV400 доступны в заднеприводной комплектации, в том числе и со спаренными задними колёсами. Автомобили всех марок комплектуются дизелем объёмом 2.3 л, доступным в трёх вариантах мощности от 100 до 150 л. с.
В 2014 году автомобиль Renault Master III прошёл рестайлинг радиаторной решётки. С 18 апреля 2016 года производится полноприводная модификация. В 2019 году был проведён рестайлинг передней части.

## Галерея

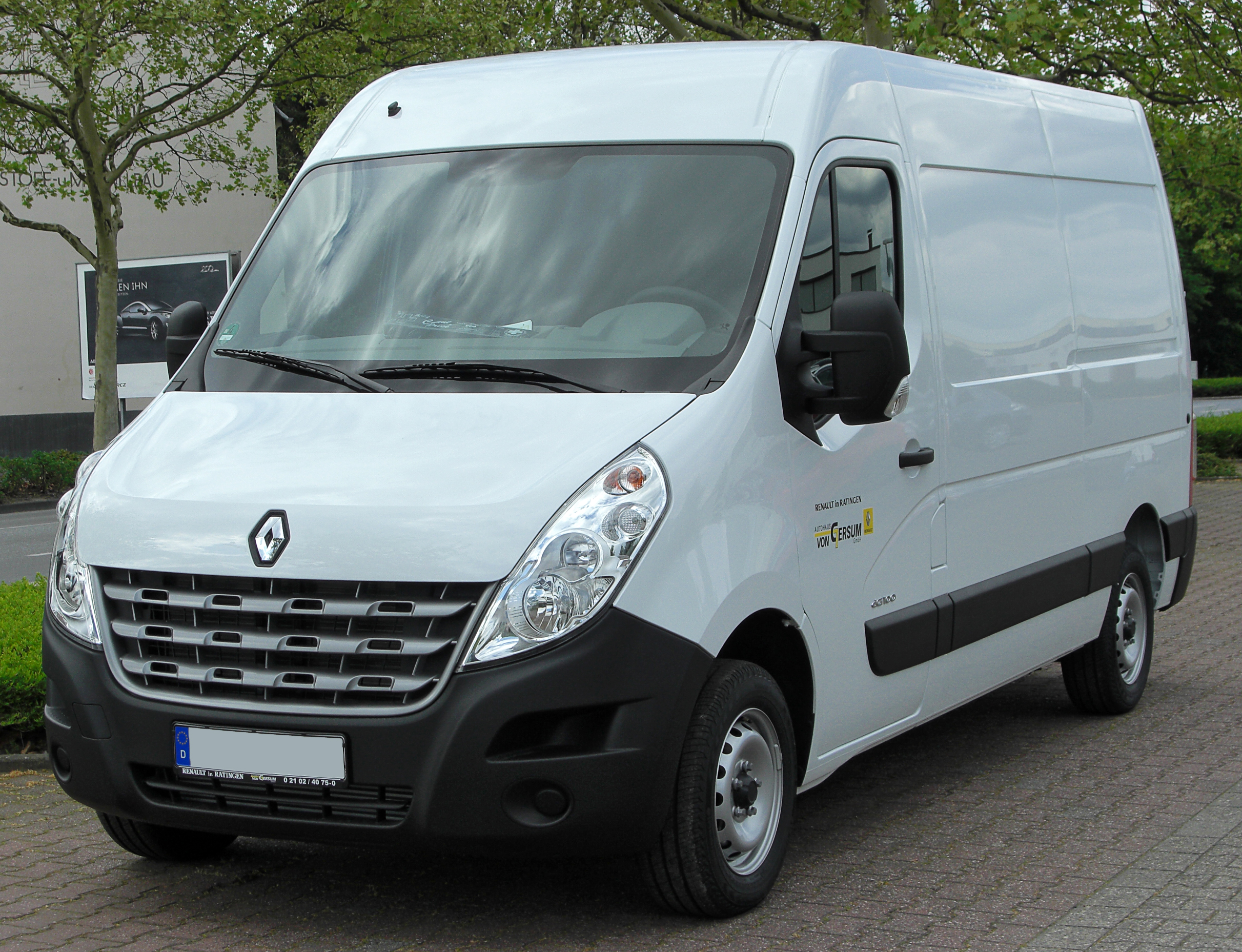
Renault Master III
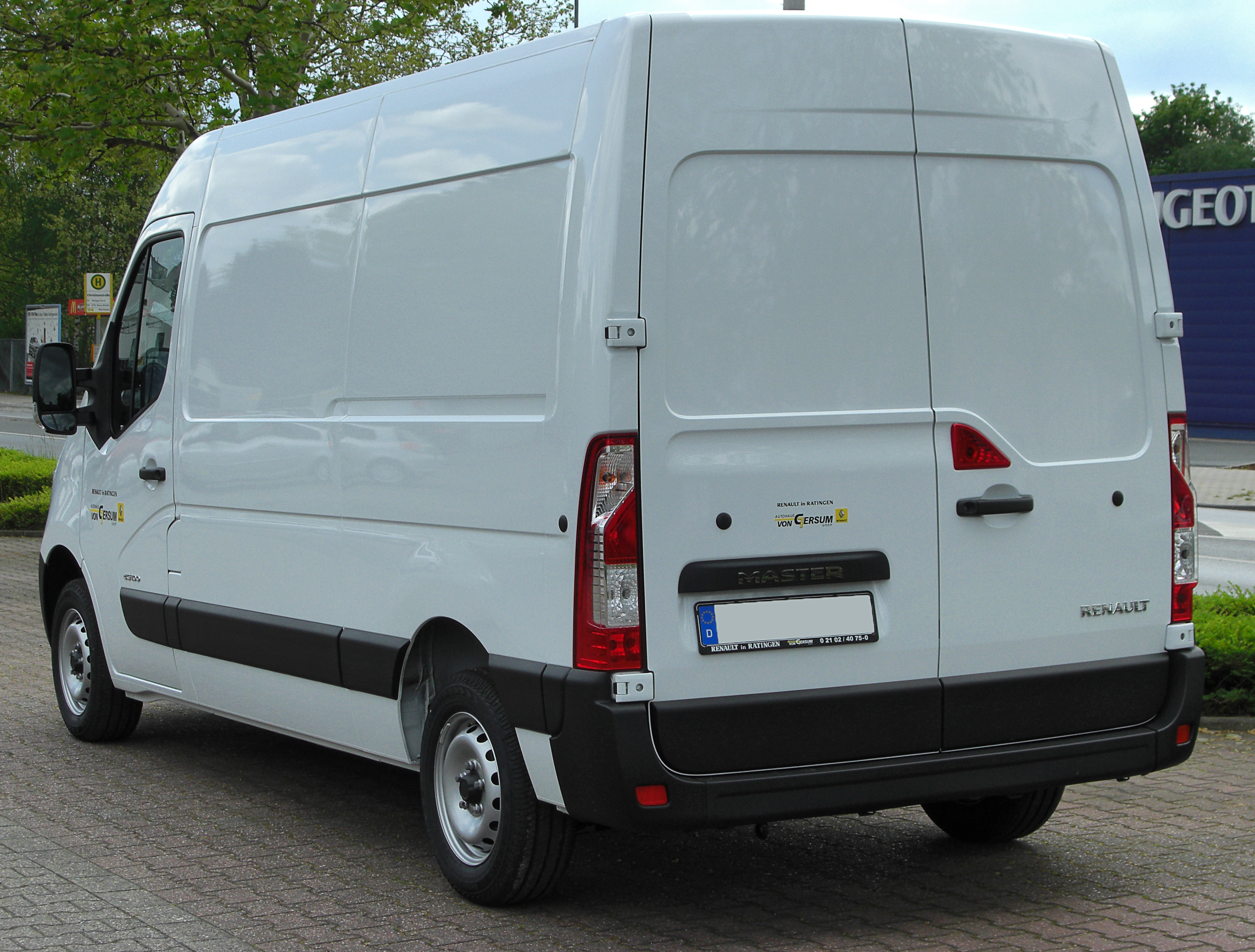
Renault Master III
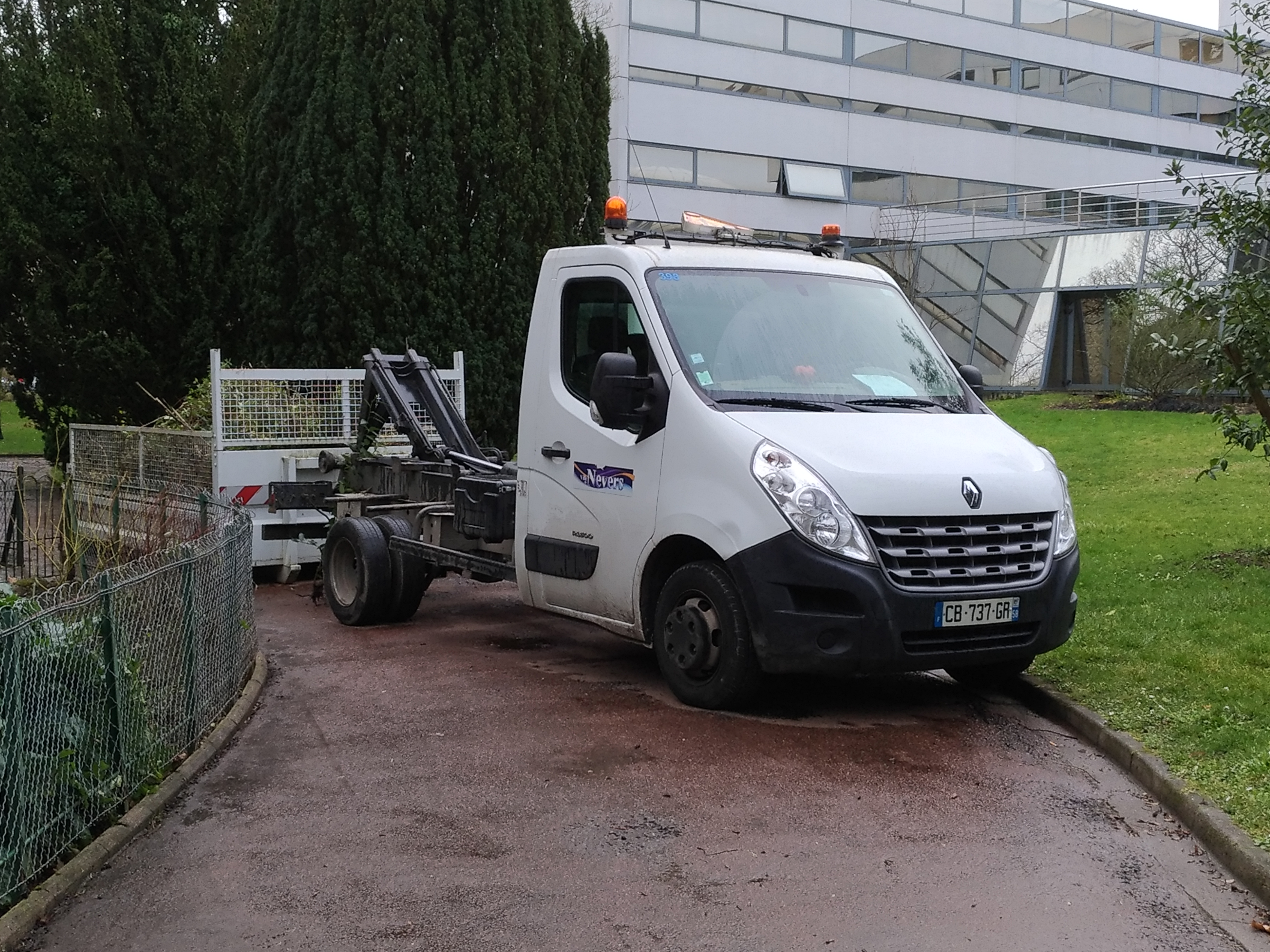
Мультилифт
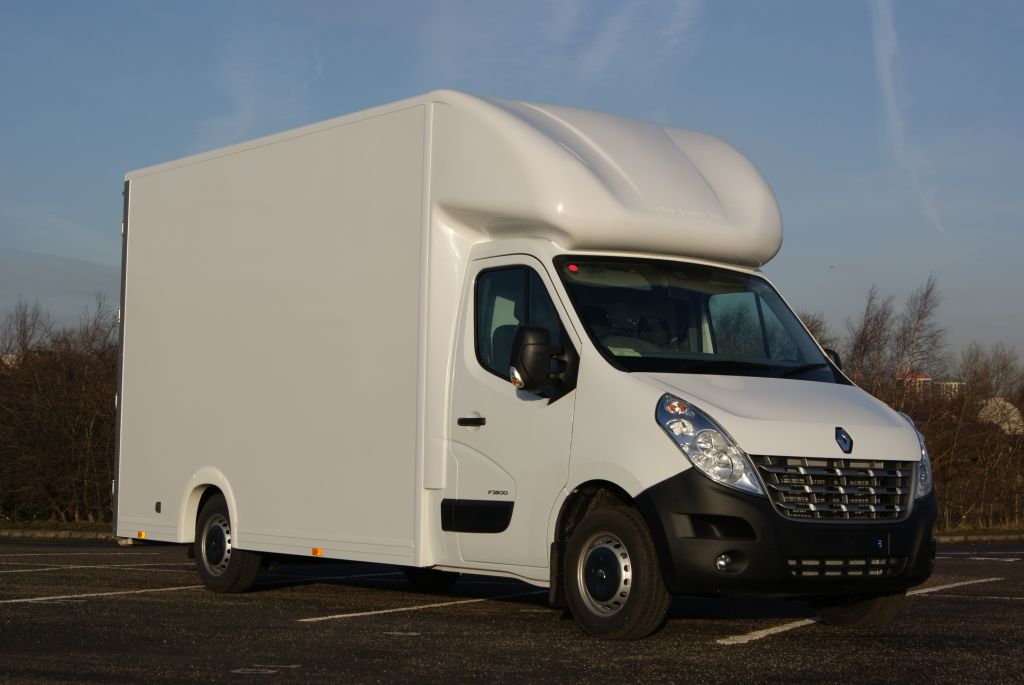
Renault Master III
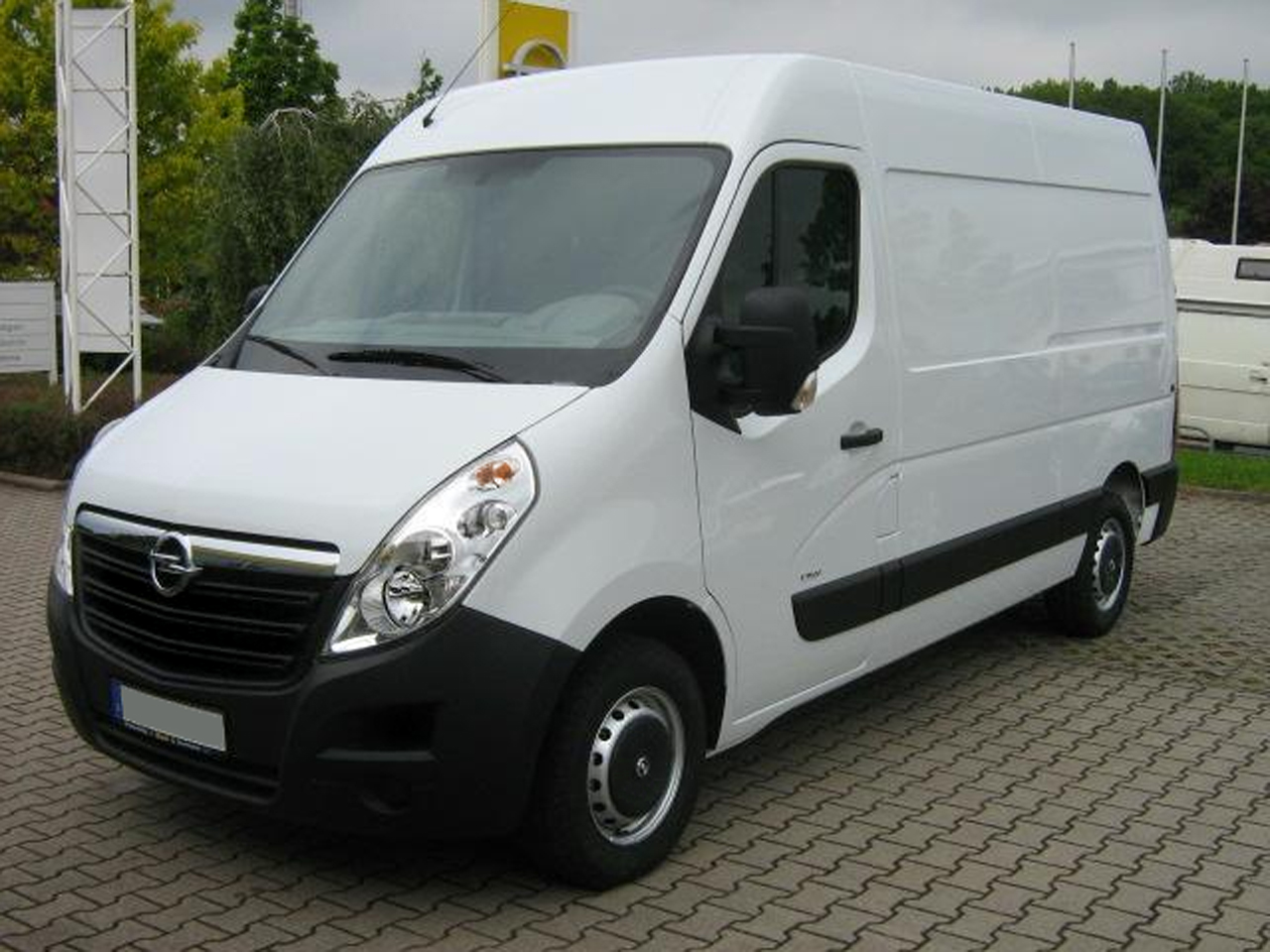
Opel Movano B
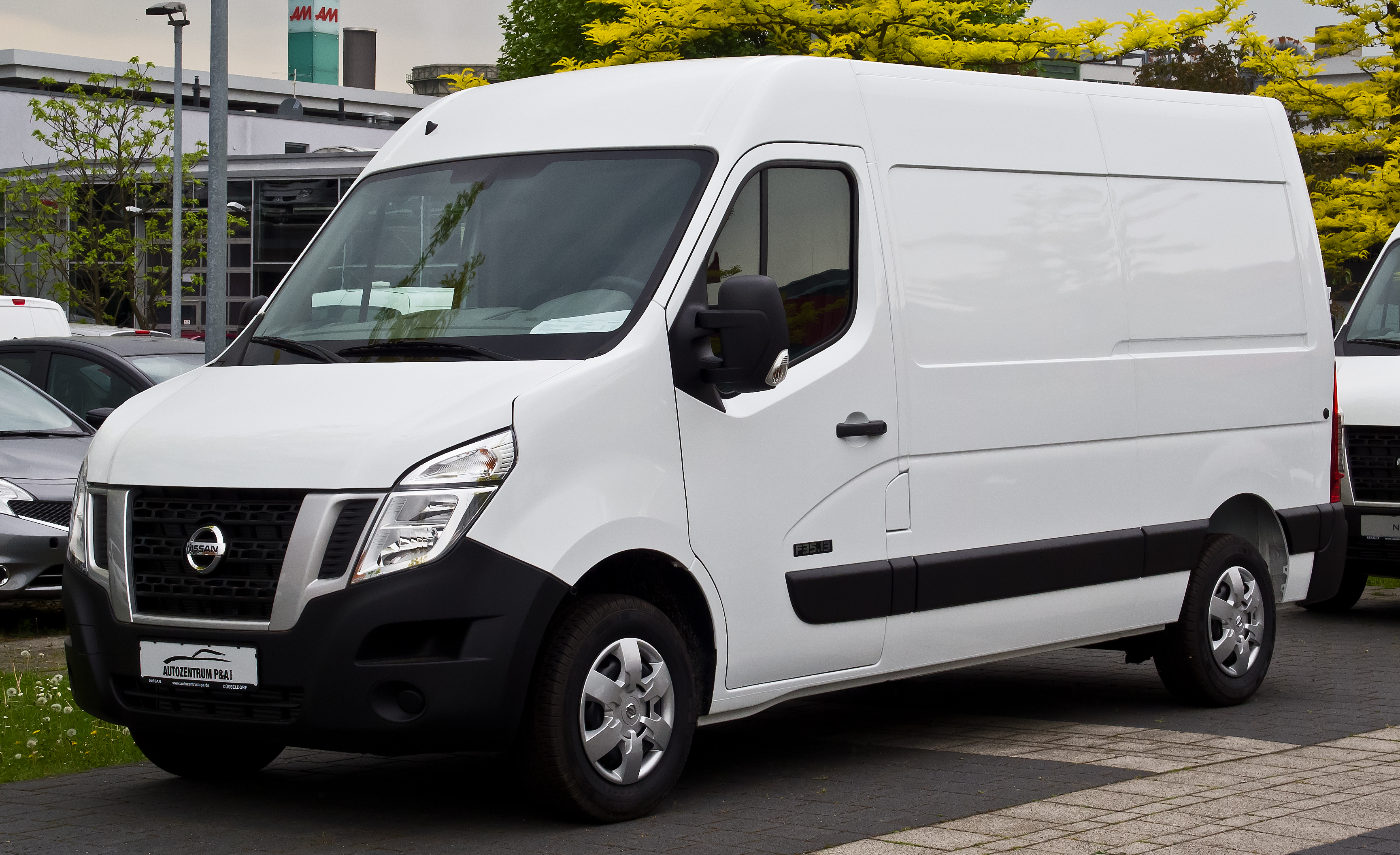
Nissan NV400
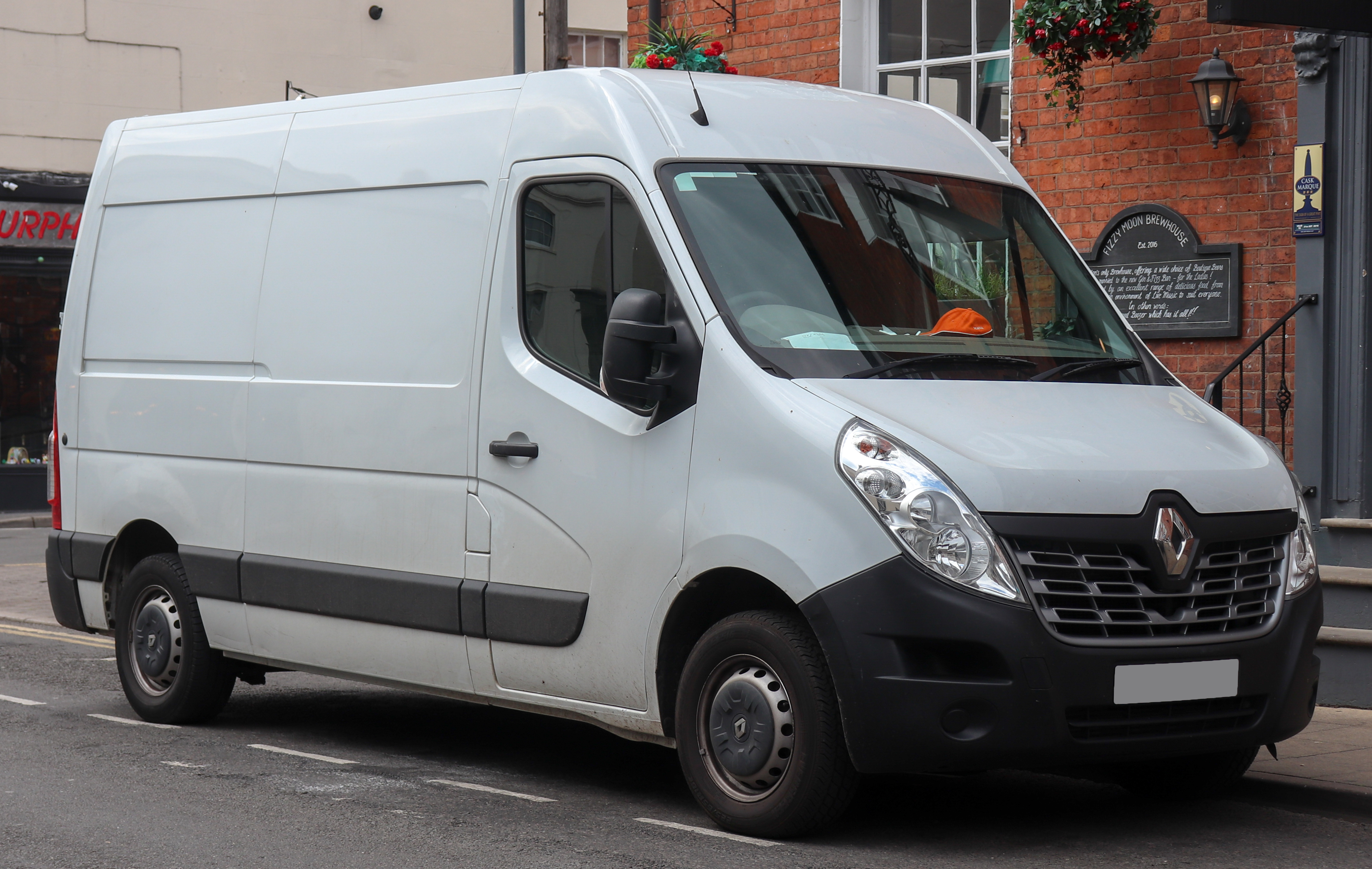
Renault Master III
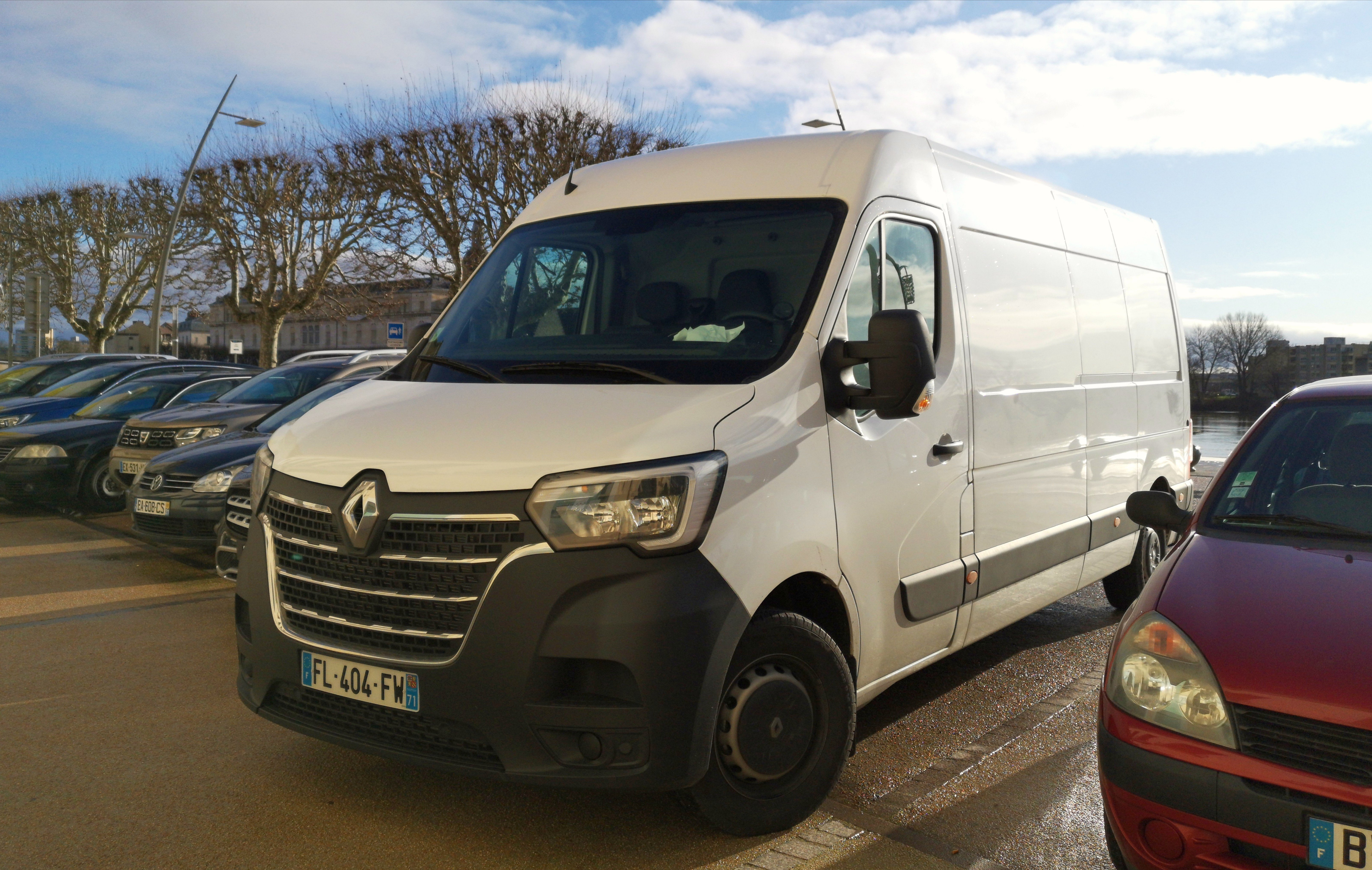
Renault Master III
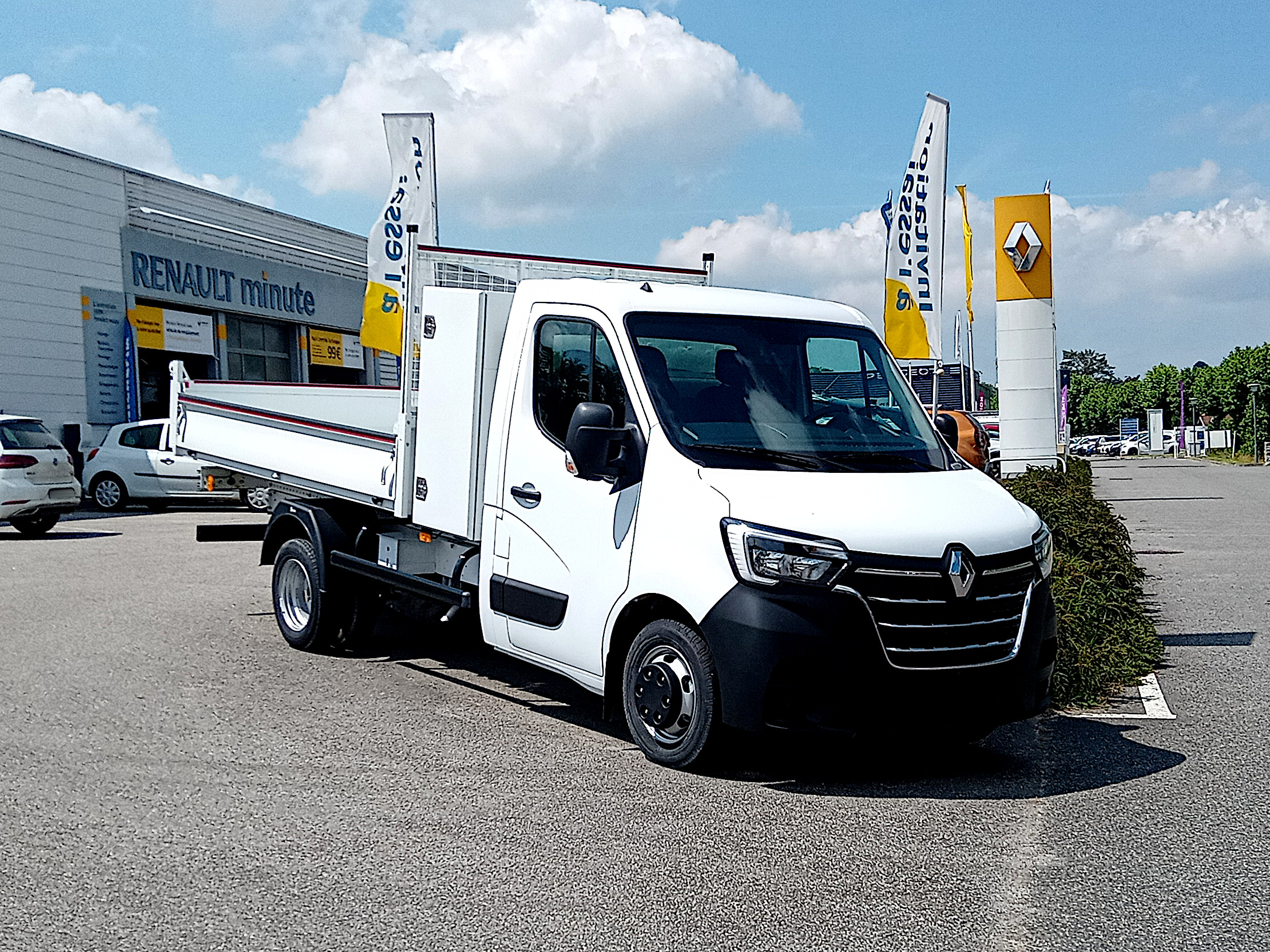
Renault Master III
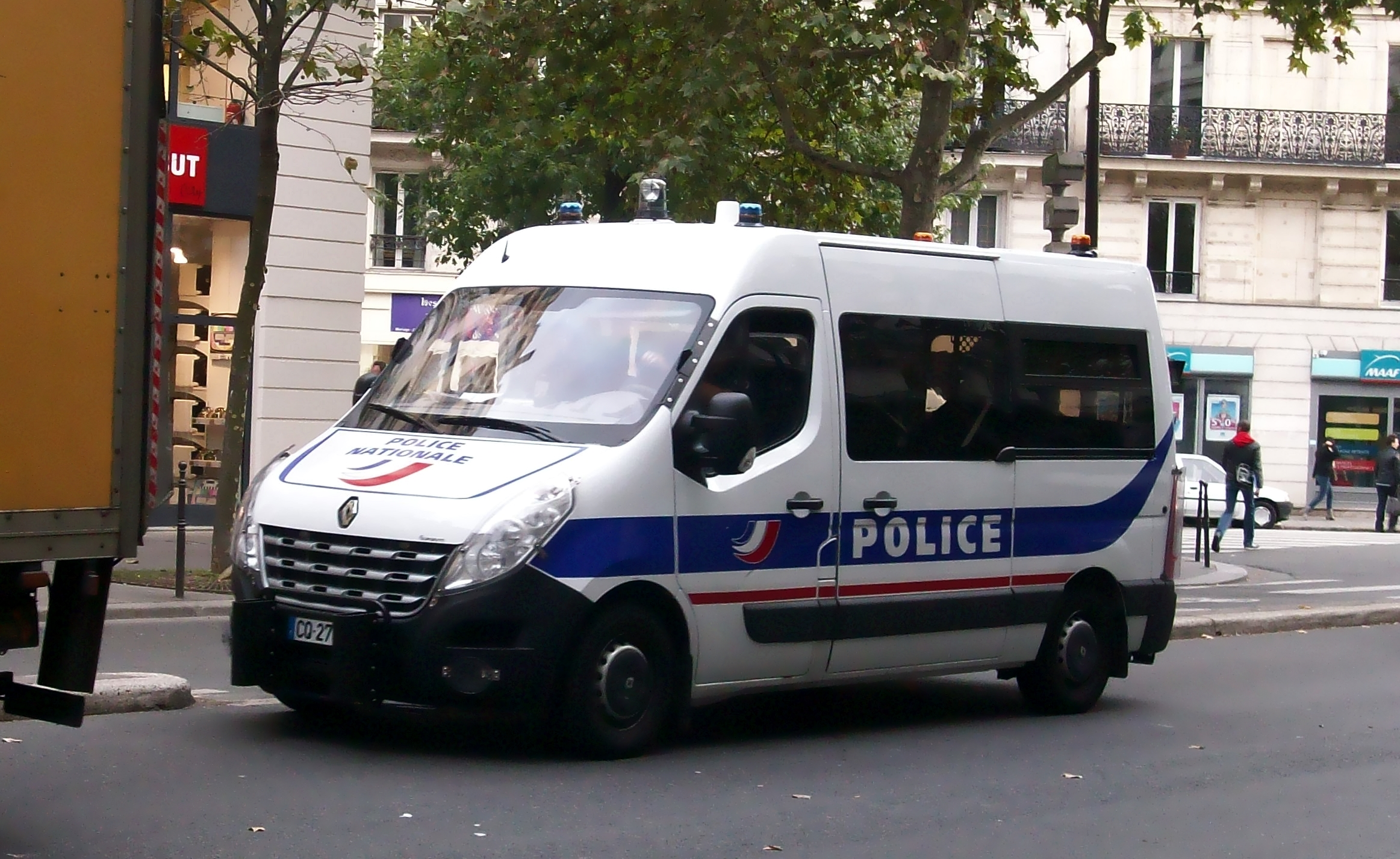
Renault Master III
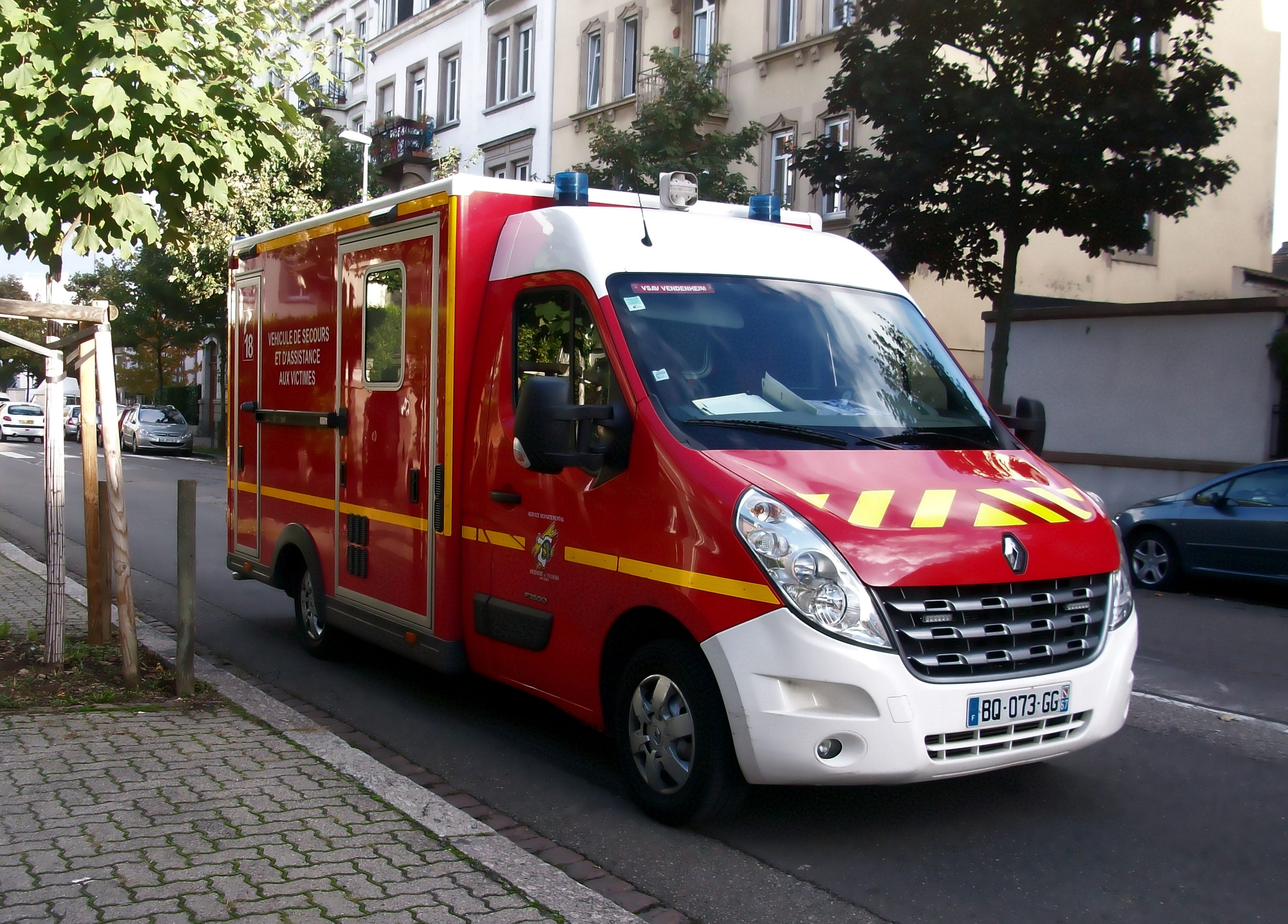
Renault Master III
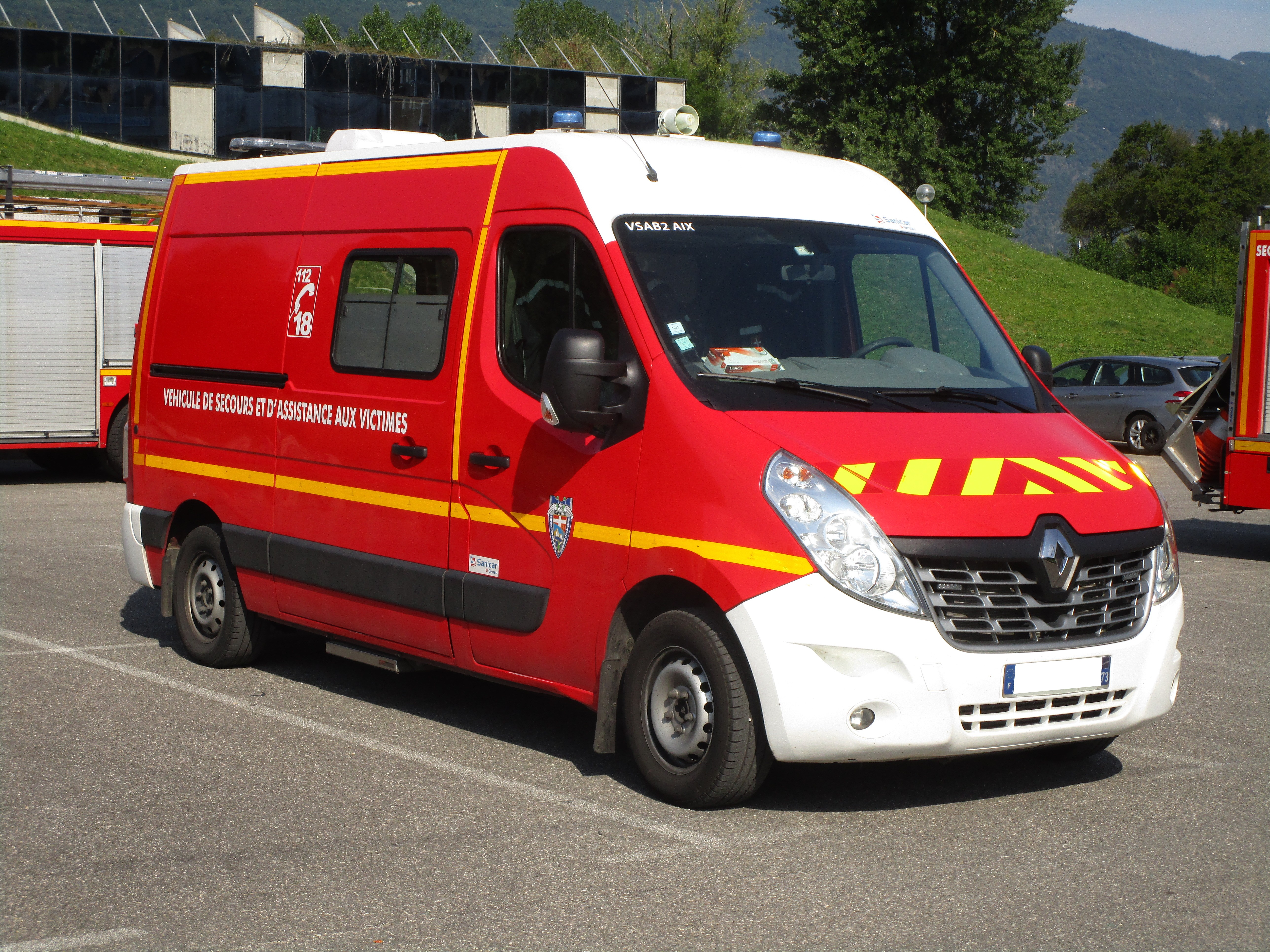
Renault Master III
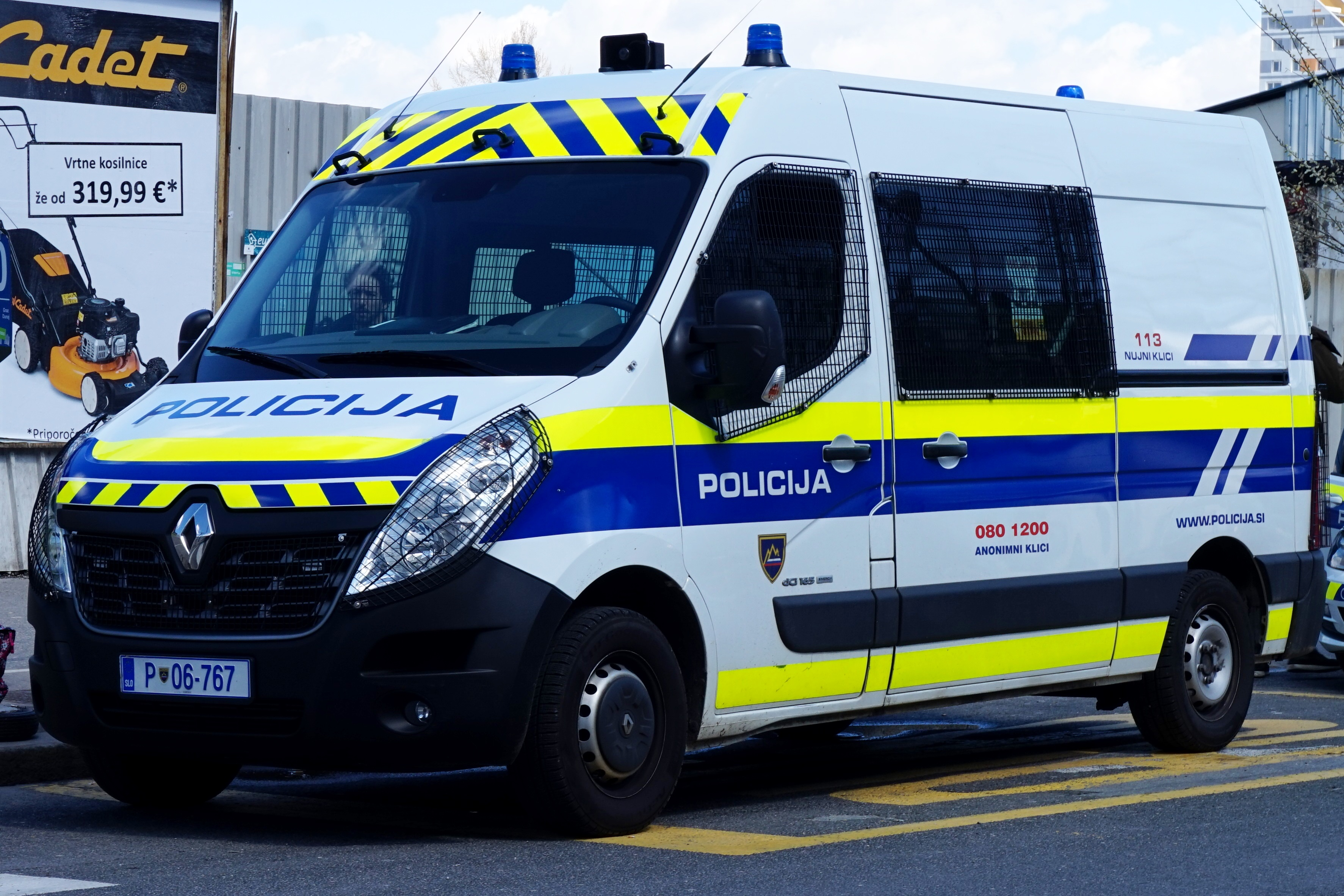
Renault Master III
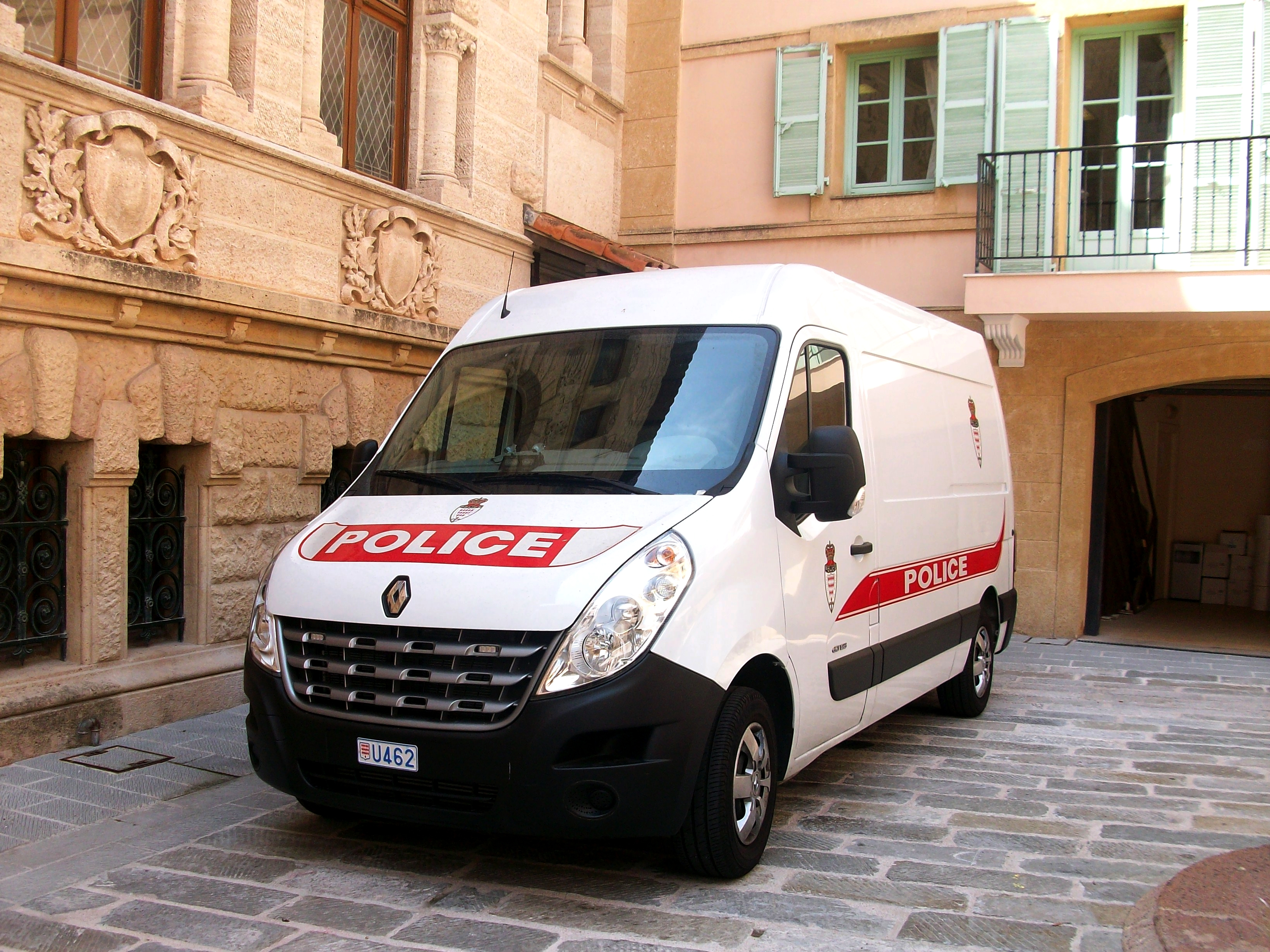
Renault Master III
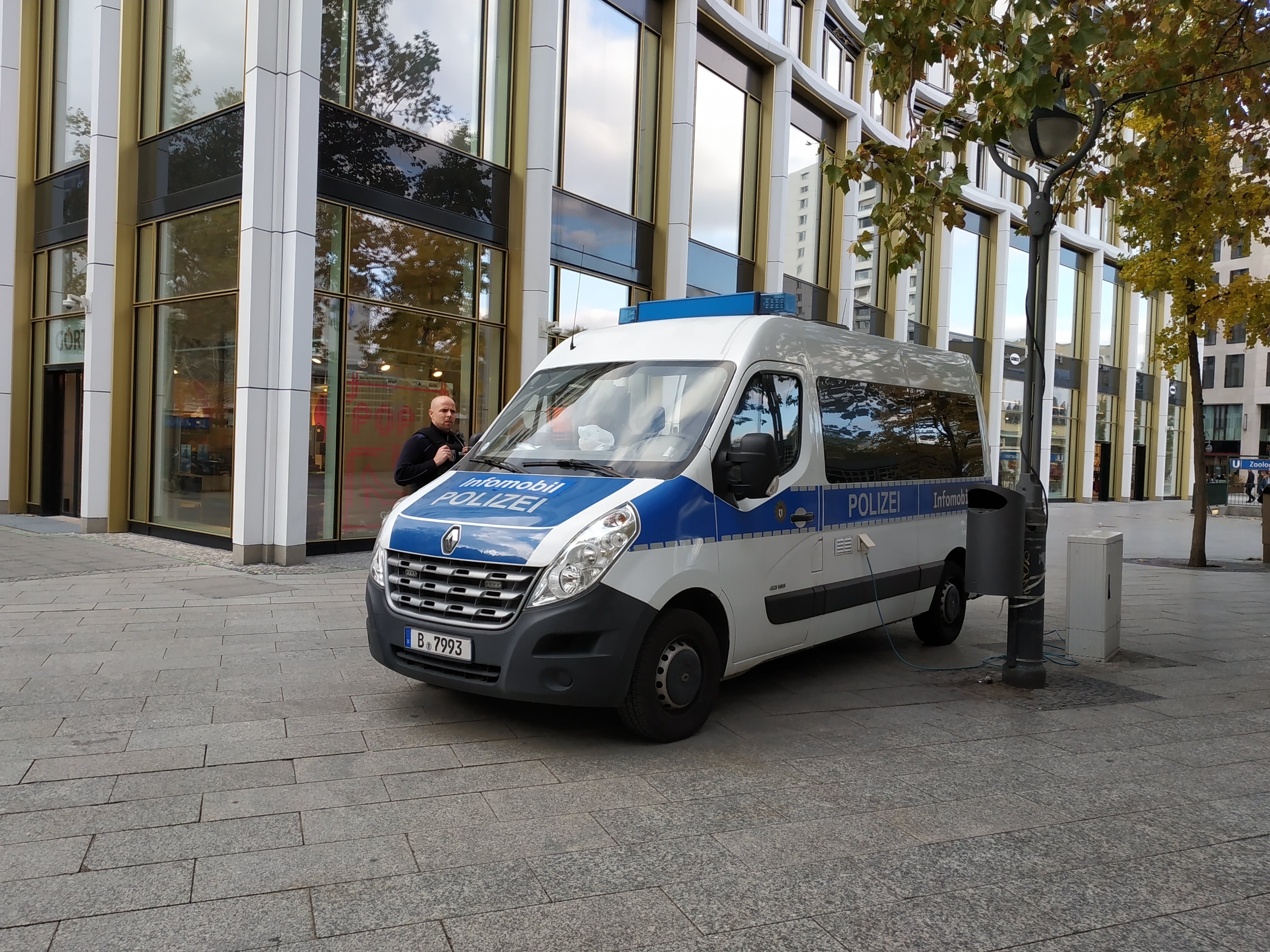
Renault Master III